# Takhar University
Takhar University är ett universitet i Afghanistan.   Det ligger i provinsen Takhar, i den nordöstra delen av landet, 250 kilometer norr om huvudstaden Kabul.